# Liberty Mutual
Liberty Mutual est une entreprise américaine spécialisée dans l'assurance. Son siège social se situe à Boston.

## Histoire
En 2008, Liberty Mutual acquiert Safeco Corporation, une entreprise d'assurance, de 7 000 salariés, basée à Seattle, pour 6,2 milliards de dollars,,.
En décembre 2016, Liberty Mutual annonce l'acquisition de Ironshore, filiale de Fosun, pour 3 milliards de dollars